# Юбилейная арка (Казань)
Юбиле́йная а́рка («Красные ворота») (тат. Юбилей аркасы, Кызыл капкалар) — мемориальное сооружение, входящее в ансамбль парка имени Петрова в городе Казани. Обладает статусом памятника истории и культуры республиканского значения (присвоен Постановлениями Кабинета Министров Республики Татарстан № 599, 601)

## История
Юбилейная арка была возведена в 1888 году по проекту архитектора И. П. Котелова. Строительство арки было посвящено 100-летнему юбилею Казанского порохового завода. На фронтоне имеется надпись «1788 СТО ЛѢТЪ 1888», а также вензеля Екатерины Второй, при правлении которой был основан завод, и Александра Третьего, при котором она была построена. В 1988 арка подверглась реконструкции.

## Описание
Арка выполнена в праздничных триумфальных формах и красно-белых цветах, благодаря которым её также называют Красными воротами. В настоящее время является одним из символов Кировского района. Зрительным продолжением арки является аллея (ныне ул. Богатырёва), ведущая к заводу.